# 1. FC 마그데부르크
1. FC 마그데부르크(1. FC Magdeburg)는 작센안할트주의 도시인 마그데부르크를 연고로 하는 독일의 축구 클럽이다. 현재 2. 분데스리가에 참가하고 있다.

## 성적
- UEFA 컵위너스컵: 우승 1회 (1974)
- DDR 오버리가: 우승 3회 (1972, 1974, 1975)
- FDGB-포칼: 우승 7회 (1964, 1965, 1969, 1973, 1978, 1979, 1983)
- 작센안할트 컵: 우승 13회 (1993, 1998, 2000, 2001, 2003, 2006, 2007, 2009, 2013, 2014, 2017, 2018, 2022), 준우승 3회 (1994, 2008, 2016)

## 선수 명단

### 현역
참고: FIFA 자격 규정에 따라 소속된 국가대표팀 국기를 표시합니다. 선수는 복수의 FIFA 비회원국 국적을 가지고 있을 수 있습니다.
| 번호 | 포지션 | 국적       | 이름                |
| ---- | ------ | ---------- | ------------------- |
| 3    | DF     | 가나       | 패트릭 파이퍼       |
| 8    | FW     | 카보베르데 | 브라이언 테익세이라 |
| 16   | DF     |            | 마르쿠스 마티센     |

| 번호 | 포지션 | 국적     | 이름        |
| ---- | ------ | -------- | ----------- |
| 29   | MF     | 튀르키예 | 리반 뷔르쿠 |

## 역대 감독
| 감독              | 임기        |
| ----------------- | ----------- |
| 요아힘 슈트라이히 | 1985 ~ 1990 |
| 요아힘 슈트라이히 | 1991 ~ 1992 |
| 프랑크 엥겔       | 1993 ~ 1994 |